# Rajd Liège-Sofia-Liège 1961
Rajd Liège-Sofia-Liège 1961 (20. Liège-Sofia-Liège) – 20. edycja rajdu samochodowego Rajdu Liège-Sofia-Liège rozgrywanego w Belgii. Rozgrywany był od 30 sierpnia do 9 września 1961 roku. Była to dziewiąta runda Rajdowych Mistrzostw Europy w roku 1961.

## Klasyfikacja rajdu
| Miejsce                      | Kierowca                     | Pilot                        | Samochód                     | Czas                         | Strata                       |                              |
| Klasyfikacja generalna i ERC | Klasyfikacja generalna i ERC | Klasyfikacja generalna i ERC | Klasyfikacja generalna i ERC | Klasyfikacja generalna i ERC | Klasyfikacja generalna i ERC | Klasyfikacja generalna i ERC |
| ---------------------------- | ---------------------------- | ---------------------------- | ---------------------------- | ---------------------------- | ---------------------------- | ---------------------------- |
| 1.                           | Lucien Bianchi               | Georges Harris               | Citroën DS 19                | 40:58                        | 0.0                          |                              |
| 2.                           | Hans-Joachim Walter          | Hans Wencher                 | Porsche 356 Carrera          | 1:31:21                      | +50:23                       |                              |
| 3.                           | Bob Neyret                   | Jacques Terramorsi           | Citroën ID 19                | 1:34:16                      | +53:18                       |                              |
| 4.                           | Eugen Böhringer              | Rauno Aaltonen               | Mercedes-Benz                | 1:53:48                      | +1:12:50                     |                              |
| 5.                           | Roger de Lageneste           | Pierre Burglin               | Citroën DS 19                | 2:06:41                      | +1:25:43                     |                              |
| 6.                           | David Seigle-Morris          | Tony Ambrose                 | Austin-Healey 3000           | 2:44:20                      | +2:03:22                     |                              |
| 7.                           | Francis Charlier             | Michel Joway                 | Ford Anglia                  | 3:10:32                      | +2:29:34                     |                              |
| 8.                           | David L. Lead                | W. Jim Cardwell              | Mercedes-Benz                | 3:19:19                      | +2:38:21                     |                              |